# Akdalaite
L'akdalaite è un minerale.